# Cormontaigne (metrostation)
Het metrostation Cormontaigne is een station van metrolijn 2 van de metro van Rijsel, gelegen in de wijk Vauban Esquermes van de stad Rijsel. De naam van dit station komt van het plein "Place Cormontaigne" waar het metrostation zich onder bevindt, dat op zijn beurt is genoemd naar de Franse militair ingenieur Cormontaigne (1696-1753). In de omgeving van dit metrostation is onder andere de Katholieke Universiteit van Rijsel te vinden, evenals het Italiaanse consulaat.